# Бадарма (посёлок)
Бадарма — посёлок в Усть-Илимском районе Иркутской области России.

## География
Посёлок находится в 27 км от центра района, на левом берегу одноимённой реки.

## Население
| 2002 | 2010 | 2011 | 2012 |
| ---- | ---- | ---- | ---- |
| 328  | ↘228 | ↘227 | ↘207 |

## Власть
Посёлок в административном плане относится к Бадарминскому муниципальному образованию Усть-Илимского района Иркутской области.